# Паралельний світ

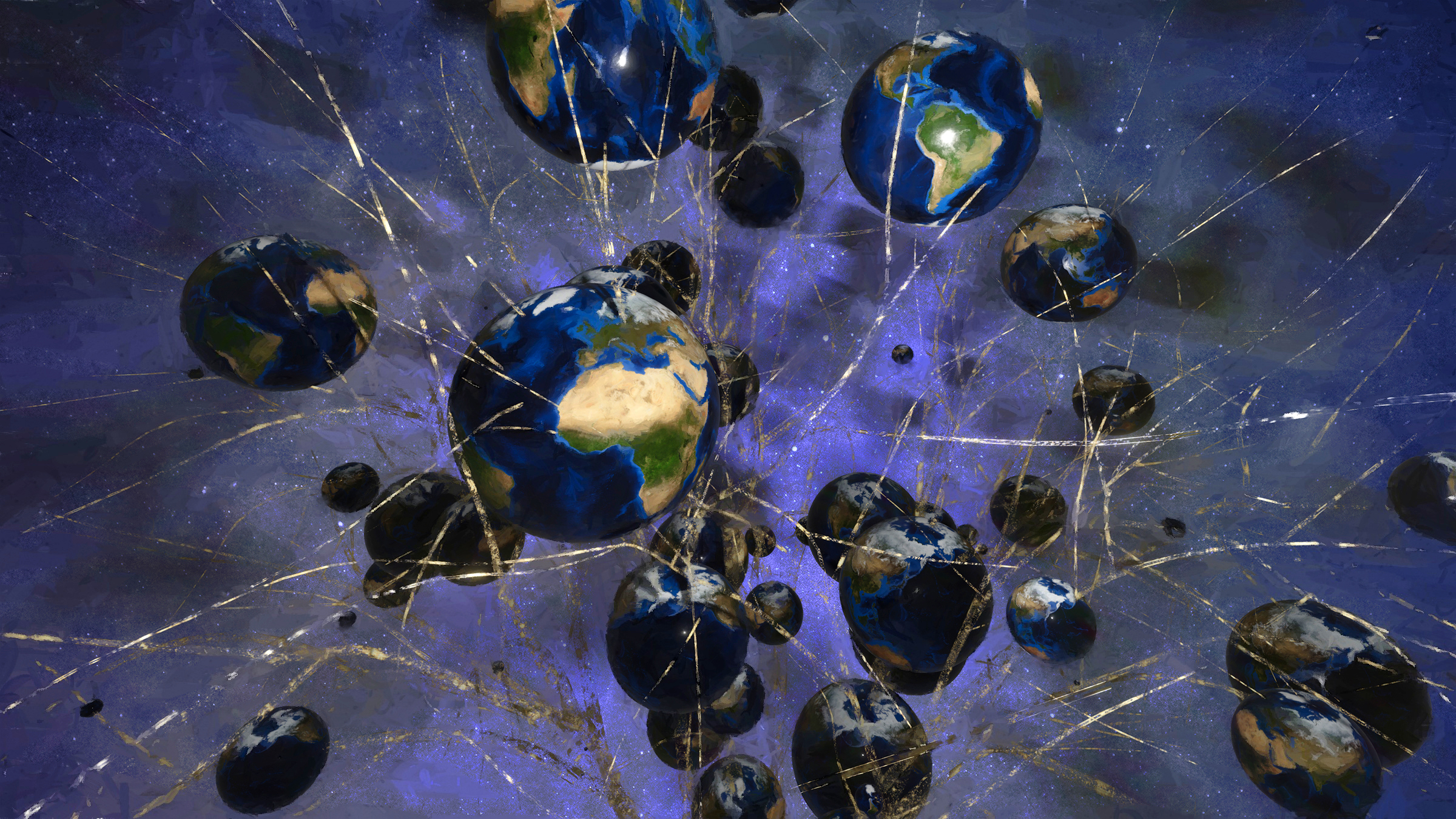
Можливо, існує багато світів, подібних на наш

Паралельний світ, паралельний усесвіт або альтернативна реальність — автономна окрема реальність, що співіснує з нашою. Є однією з гіпотез сучасних фізики і астрофізики, а також поширеною темою фантастики.

## Особливості термінології
Під «паралельним світом» зазвичай мається на увазі інший всесвіт, який існує поряд із нашим у тому ж місці, але недоступний для сприйняття, оскільки зміщений в інший вимір. Художні твори часто зосереджуються на описі подій у паралельних Землях, які перебувають у таких усесвітах. Ідея про те, що інші світи лежать паралельно нашому та іноді пов'язуються з ним, є однією з найдавніших спекулятивних ідей у літературі та в фольклорі. В середині XX ст. вона стала активно розвиватися в руслі наукових пояснень, що стосуються походження Всесвіту та багатовимірності простору. Стосовно паралельних усесвітів, де закони фізики відрізняються від нашого, може вживатися термін «альтернативний космос». Якщо це важкодоступна (і зазвичай порівняно невелика) зона звичайного всесвіту, то вона може називатися «кишеньковим усесвітом». Нерідко сучасні фентезійні твори спираються на науково-фантастичне пояснення, пропонуючи, що місце дії цих творів — паралельний світ. Тобто, що він реально існує, але його зазвичай неможливо спостерігати. На ідеї паралельних усесвітів часто ґрунтується жанр альтернативної історії.
Множина паралельних усесвітів називається «мультивсесвітом».

## У фізиці

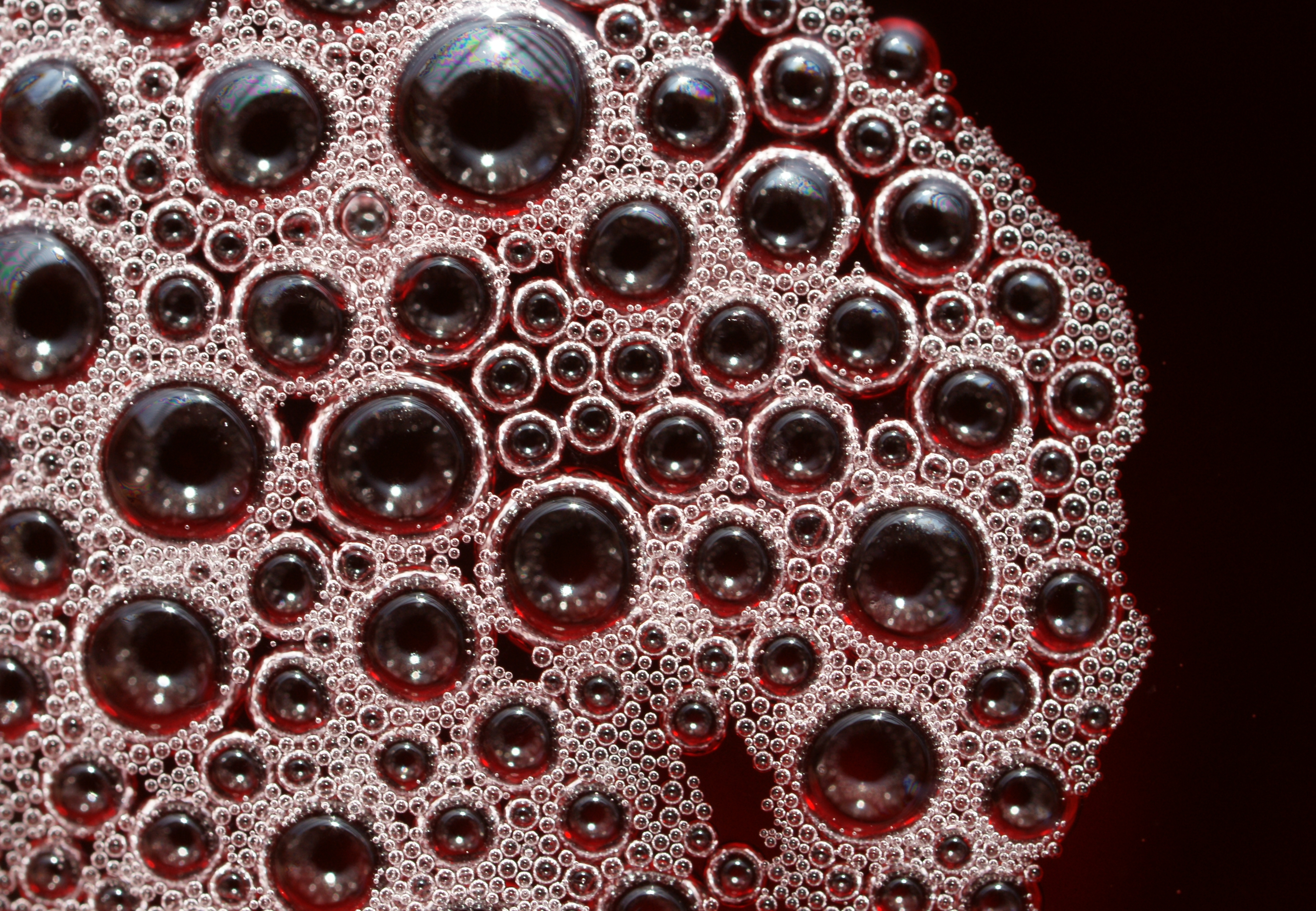
Багато всесвітів можуть існувати разом з нашим, ніби бульбашки на поверхні води

Сучасна фізика припускає, що розширення всесвіту могло відбуватися нерівномірно, внаслідок чого, крім нашого, виникли інші всесвіти. Якщо певні типи матерії потрапляли в один усесвіт, а не в інший, то там можуть відрізнятися закони фізики.
Гіпотеза множинності всесвітів описує, що наш усесвіт — один з багатьох або й нескінченного числа всесвітів. З цього слідує, що гіпотетично можуть існувати всесвіти, котрі відрізняються від нашого зовсім трохи, або й не відрізняються зовсім. Квантова фізика пропонує тут імовірність, що кожна квантова подія могла б створювати інший всесвіт за тим принципом, що в одному ця подія відбулася, а в іншому ні (див. квантова суперпозиція). Під квантовою подією тут розуміється зміна стану навіть однієї елементарної частинки. Якщо всесвіт існує вже протягом 13,8 млрд років, то за цей час могло утворитися загалом 101050 всесвітів.
Шведсько-американський космолог Макс Тегмарк запропонував таксономію всесвітів за межами звичного спостережуваного Всесвіту. Чотири рівні класифікації Тегмарка розташовані таким чином, що наступні рівні включають попередні. Перший рівень — це розширення нашого всесвіту з тими ж законами природи. Другий — більш ізольовані похідні всесвіти, де закони природи відрізняються. Третій рівень — багатосвітова інтерпретація квантової механіки Г'ю Еверетта, за якою кожна квантова подія створює два всесвіти, що існують одночасно в невизначеному стані. По суті кожна подія має окремий всесвіт. Четвертий рівень — реальність усіх можливих всесвітів.
Існують моделі двох пов'язаних усесвітів, як, наприклад, спроба пояснити баріонну асиметрію — чому на початку було більше речовини, ніж антиречовини — за допомогою дзеркального антивсесвіту, в якому навпаки антиречовина переважає (див. антисвіт).
Реальність паралельних усесвітів лишається предметом дискусій. Так, британський фізик Пол Девіс писав у 2003 році, що спроби пояснити деякі аномалії існуванням паралельних усесвітів подібні до релігійної віри. Хоча це можна описати науковими термінами, проте вагомих доказів існування інших усесвітів не існує. Джордж Елліс у серпні 2011 року критикував гіпотезу мультивсесвіту, кажучи, що якщо інші всесвіти існують, то вони недосяжні, а тому про них не слід говорити в межах фізики: «Немає нічого поганого в науково обґрунтованих філософських спекуляціях, якими є пропозиція мультивсесвіту. Але ми повинні назвати це так, як воно є».

## У культурі

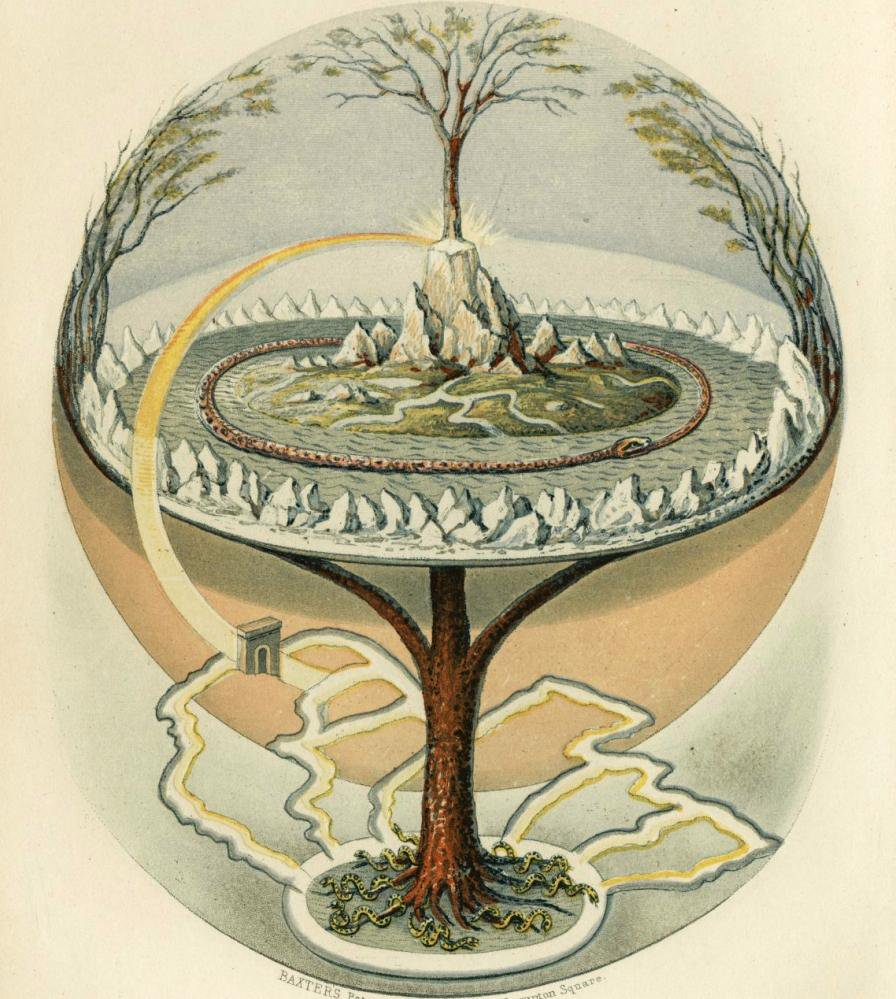
Дерево Іґґдрасиль скандинавської міфології поєднує світ людей, світ богів і світ мертвих

У міфологіях різних народів описуються світи духів, богів, такі як Небеса, Пекло, Олімп, Валгалла тощо — окремі невидимі світи, які співіснують з видимим. У них відображаються значущі для людини речі, уявлення та цінності. Часто герої міфів вирушають до інших світів аби добути блага цивілізації, чудесні предмети. В легендах і ритуалах шамани подорожують невидимим світами аби отримати чаклунську силу, повернути душу хворого і цим вилікувати його. В буддизмі й індуїзмі згадуються численні пекельні і райські світи, різні світи людей і інших істот, де життя щасливіше чи гірше, ніж у нашому.
Перші філософсько-наукові згадки про проблему паралельних світів можна зустріти ще в працях грецьких і римських філософів стародавнього часу. Так, на думку давньогрецьких атомістів (Левкіпп, Демокріт, Лукрецій), у безмежній порожнечі існує багато світів, серед яких і наш. Там, де атомів багато, вони притягуються одні до одних і найщільніша ділянка утворює землю, тварин і рослини. Інші атоми утворюють небо, повітря, небесні світила, душі живих істот. Виникали суперечки чи світів є нескінченна кількість, чи обмежена. Але загалом атомісти поділяли думку про те, що одночасно з нашим існують інші світи, всі вони зароджуються, розвиваються і з часом помирають.
Інші світи часто розглядалися в контексті взаємовідносин мікрокосму і макрокосму — менші речі повторюють своєю будовою більші і ще менші. Так, Анаксагор писав, що в кожній частинці, якою б малою вона не була, «є міста, населені людьми, оброблені поля, і світить сонце, місяць і інші зірки, як у нас». В середньовіччя і Відродження ці ідеї лягли в основу містичних учень, де влаштування людського тіла відповідає влаштуванню Всесвіту.
Гіпотеза про існування інших світів закріпилася у фантастиці завдяки англійському теологу Едвіну Ебботту. В 1884 році він видав книгу «Флатландія: роман у багатьох вимірах». У ній двовимірний розумний Квадрат подорожував по світах з різною кількістю вимірів. На прикладі його пригод читачеві показували, як зміна навколишнього простору впливає на світогляд. Крім того, Едвін Ебботт продемонстрував, що існування інших вимірів не відірвана від життя абстракція, а тема, яка містить глибоку філософську проблематику. Його однодумець — математик і містик Чарльз Гінтон, за чотири роки до того опублікував есе «Що таке четвертий вимір?». Він не тільки досліджував чотиривимірну геометрію, але і писав так звані «наукові романи» (нариси й оповідання на тему науки). Творчість Гінтона вплинула на Герберта Веллса, зокрема на фізичне обґрунтування переміщень в часі в «Машині часу» (1895). Пізніше Гінтон випустив ще кілька робіт, в яких фантазія перепліталася з науковою логікою: «Видобуття себе» (1904), «Четвертий вимір» (1904) і вільне продовження книги Ебботта «Епізод з життя Флатландії, або Як плоский народ відкрив третій вимір» (1907). У них він першим описав тесеракт — чотиривимірний гіперкуб.
Американський психолог Вільям Джеймс у 1895 році запропонував термін «мультиверс» у значенні видимого Всесвіту, де немає порядку та єдності. Джеймс протиставляв «пластичний і байдужий» мультиверс впорядкованому «моральному всесвіту» в уяві людини. В контексті фантастики термін став широко вживатися тільки в 1963 році, починаючи з творів Майкла Муркока, де під мультиверсом розуміється сукупність паралельних світів.

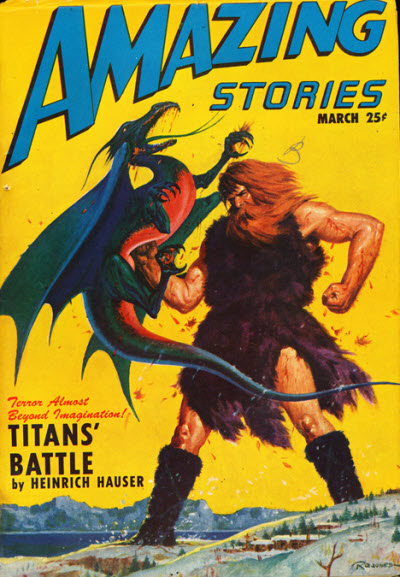
Безліч фантастичних творів зображають пригоди у інших світах

У 1911 році Ернест Резерфорд представив громадськості «планетарну» модель атома, яка нагадувала Сонячну систему — місце центрального світила займало позитивно заряджене ядро, а в ролі планет виступали електрони. Модель була умовністю, але публіка сприйняла її буквально. Незабаром з'явилися фантастичні твори про пригоди в інших світах, що містяться в атомах. Серед них — «Світ випаруваної краплі» (1922) Джеймса Барра, «Дівчина з золотого атома» (1919) і «Принцеса на атомі» (1929) Рея Каммінгса, «Колос» (1934) Девіда Вендрея, «Галактика-коло» (1935) Джека Вільямсона, «Невідомий» (1952) Мюррея Лейнстера, «Хаос в мініатюрі» (1952) Герберта Кемпбелла, «Теж не залізні» (1957) Джеймса Бліша.
У 1916 році Альберт Ейнштейн сформулював загальну теорію відносності, згідно з якою гравітаційні ефекти обумовлені деформацією просторово-часового континууму. Фантасти відгукнулися на нову ідею, отримавши обґрунтування можливості інших світів у інших вимірах, як у творах «Катапульта п'ятого виміру» (1931) і «Труба п'ятого виміру» (1933). Проте надалі викривлення простору-часу набуло більшого використання як пояснення надсвітлових подорожей, а не існування паралельних світів.
Хорхе Луїс Борхес в оповіданні «Сад з розгалуженими стежками» (1941) описав варіативність історії, де кожний вибір створює дві чи більше паралельних реальностей. Однакові за фізичними законами, вони відрізняються подробицями, які залежать від вибору людини в ключові моменти. В 1957 році випускник Прінстонського університету Г'ю Еверетт опублікував статтю, де обґрунтовував думку Борхеса, використовуючи сучасний науковий апарат. Фізик виходив з принципу «неповноти квантової механіки», сформульованого Ервіном Шредінгером. Суть принципу полягала в тому, що якщо ми не здійснюємо спостереження над часткою, то вона знаходиться в суперпозиції — змішуванні двох станів. При спостереженні ж відбувається «колапс хвильової функції», і один зі станів стає «справжнім». Виникає два Всесвіти, в одному з яких здійснюється один варіант розвитку подій, в іншому — інший. Таким чином щомиті Всесвіт галузиться на різні свої версії внаслідок навіть найменших змін. Наукова спільнота не сприйняла цю гіпотезу, але вона знайшла розвиток як «евереттика» — світоглядна позиція, за якою всі можливі варіанти розвитку подій існують одночасно в паралельних світах. Така думка стала поширеною в фантастиці, особливо альтернативній історії. Існуванню різних версій того самого світу були присвячені такі твори як «Світи Імперіуму» (1961—1990) Кейта Лаумера, «Хроніки Амбера» (1970—1995) Роджера Желязни, «Великий Кристал» (1970—2006) Владислава Крапівіна, «Темна вежа» (1978—2012) Стівена Кінга, «Число звіра» (1979) Роберта Гайнлайна, «Навала квантових котів» (1986) Фредеріка Пола, «Війна старих» (2005—2015) Джона Скальці, «Анафема» (2008) Ніла Стівенсона.
Тема паралельних світів була дуже популярною в коміксах Marvel і DC. Вперше ця тема описана в 1968 році, а в 1976 році вже виходила серія «А що, як?», де дія цілком відбувалася в паралельних світах — варіаціях Землі зі своїми супергероями. Коміксисит Марк Грюнвальд вигадав на позначення сукупності пов'язаних паралельних світів термін «омніверс». До 1986 року тема паралельних світів у DC так заплутала загальний сюжет, що в серії «Криза на нескінченних землях» (1986) відбулося повернення до єдиного «офіційного» світу.